# Andreas Patzer
Andreas Patzer (* 1. Januar 1943 in Marburg) ist ein deutscher Altphilologe.

## Leben
Andreas Patzer, der Sohn des Altphilologen Harald Patzer (1910–2005), wurde 1970 an der Universität Heidelberg bei Uvo Hölscher und Franz Dirlmeier mit der Dissertation Antisthenes der Sokratiker: Das literarische Werk und die Philosophie dargestellt am Katalog der Schriften promoviert. Nach der Habilitation arbeitete er als Akademischer Direktor, ab dem 1. Dezember 1998 als außerplanmäßiger Professor an der Universität München. 2008 trat er in den Ruhestand.
Patzers Forschungsschwerpunkt ist die frühgriechische und sokratische Philosophie. Er ist Autor zahlreicher Aufsätze und Monografien zu diesem Bereich. Außerdem gab er den Briefwechsel der Professoren Franz Overbeck und Erwin Rohde heraus (Berlin/New York 1989) und verfasste das historische Lesebuch Streifzüge durch die antike Welt (München 1989), das drei weitere Auflagen erlebte.

## Schriften (Auswahl)
- Antisthenes der Sokratiker. Das literarische Werk und die Philosophie, dargestellt am Katalog der Schriften. Heidelberg 1970 (Teildruck der Dissertation)
- Bibliographia Socratica. Die wissenschaftliche Literatur über Sokrates von den Anfängen bis auf die neueste Zeit in systematisch-chronologischer Anordnung. Freiburg/München 1985
- Der Sophist Hippias als Philosophiehistoriker. Freiburg/München 1986
- Wort und Ort. Oralität und Literarizität im sozialen Kontext der frühgriechischen Philosophie. Freiburg/München 2006
- Studia Socratica : zwölf Abhandlungen über den historischen Sokrates. Tübingen 2012 (Classica Monacensia 39)

Herausgeberschaft
- Apophoreta. Festschrift für Uvo Hölscher zum 60. Geburtstag. Bonn 1975
- Der historische Sokrates. Darmstadt 1987 (Wege der Forschung 585)
- Franz Overbeck, Erwin Rohde, Briefwechsel. Berlin/New York 1989
- Streifzüge durch die antike Welt. Ein historisches Wörterbuch. München 1989. 2. Auflage, München 1991. 3. Auflage, München 1994. Limitierte Sonderauflage, München 1995